# هدی زغبی
هدی زغبی (زادهٔ ۱۹۵۵ در بیروت) پزشک و پژوهشگر علوم طب و ژنتیک آمریکایی لبنانی‌تبار است. او به عنوان یک پروفسور در بخش پزشکی اطفال، ژنتیک مولکولی و انسانی، عصب‌شناسی و علوم اعصاب کالج پزشکی بیلور فعالیت دارد. تحقیقات هدی زغبی در خصوص سندروم رت و برخی دیگر از اختلالات بازسازی سلول‌های عصبی و بیماری‌های ژنتیکی اتوزوم غالب بوده است.